# Kalinago-Genozid 1626
Der Kalinago-Genozid von 1626 (engl.: Kalinago Genocide of 1626) war das Massaker (genocidal massacre) an etwa 2000 Kariben durch englische und französische Siedler.

## Ereignisse
Der Häuptling Tegremond wurde durch die wachsende Zahl englischer und französischer Siedler, die sich auf St. Kitts breit machten, unruhig. Dadurch kam es zu Konfrontationen und daraufhin schmiedete er der Überlieferung nach den Plan die Siedler mit Unterstützung einer zusammengerufenen Gruppe von Insel-Kariben auszulöschen. Dieses Komplott wurde aber durch eine Frau, „Barbe“, an Thomas Warner und Pierre Belain d’Esnambuc verraten. Daraufhin fassten die englischen und französischen Siedler einen Plan. Sie luden die Kariben zu einer Party, bei der diese betrunken gemacht wurden. Als die Kariben in ihre Dörfer zurückkehrten, wurden 120 im Schlaf getötet, unter ihnen der Häuptling Tegremond. Am folgenden Tag wurden die restlichen 2000 bis 4000 Kariben zum Gebiet Bloody Point und Bloody River getrieben, wo mehr als 2000 massakriert wurden, dabei verloren auch 100 Siedler ihr Leben. Ein Franzose wurde irre, nachdem er von einem vergifteten Pfeil mit dem Gift des Manchinelbaumes getroffen worden war. Die überlebenden Kariben flohen, aber 1640 wurden diejenigen, die noch nicht versklavt waren, nach Dominica deportiert.